# Dru Drury

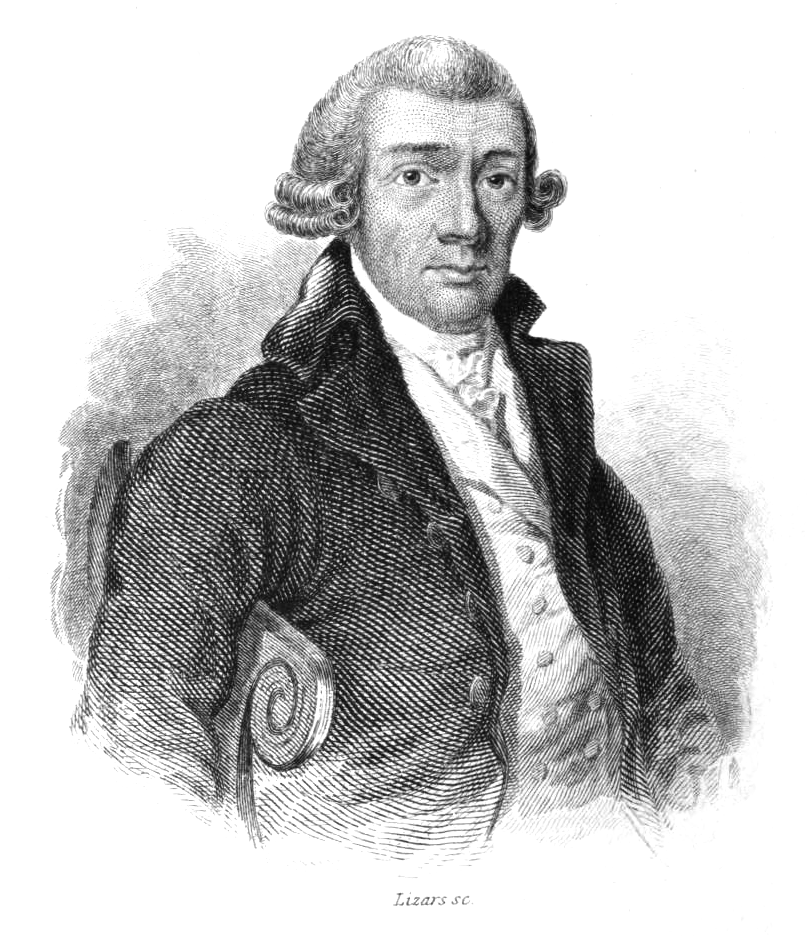
Dru Drury.

Dru Drury (Londen, 4 februari 1725 - Turnham Green, 15 januari 1804) was een Brits entomoloog.

## Levensbeschrijving
De vader van Dru Drury was zilversmid. Dru nam de zaak van zijn vader over in 1748, maar in 1789 stopte hij als zilversmid en wijdde zijn leven aan entomologie. Ook daarvoor interesseerde Drury zich al voor entomologie en was hij tussen 1780 en 1782 voorzitter van de Society of Entomologists of London. Hij stierf in 1804 op een leeftijd van 79 jaar, en werd in St. Martin-in-the-Fields begraven.
Tussen 1770 en 1787 publiceerde hij Illustrations of Natural History, wherein are exhibited upwards of 240 figures of Exotic Insects, dat later bewerkt werd en onder de titel Illustrations of Exotic Entomology in 1837 werd heruitgebracht.
Drury had een grote collectie met meer dan 11.000 soorten.